# Bremia
Bremia is een muggengeslacht uit de familie van de galmuggen (Cecidomyiidae).

## Soorten
- B. americana (Felt, 1914)
- B. bifurcata Kieffer, 1904
- B. borealis Felt, 1914
- B. caricis (Felt, 1907)
- B. ciliata Kieffer, 1904
- B. cilipes (Winnertz, 1853)
- B. decorata (Loew, 1850)
- B. filicis Felt, 1907
- B. longicornis Kieffer, 1904
- B. longipes (Kieffer, 1901)
- B. montana Felt, 1914
- B. podophyllae Felt, 1907
- B. sylvestris Felt, 1920
- B. tristis Felt, 1914